# دیموستنیس تامپاکوس
دیموستنیس تامپاکوس (به انگلیسی: Dimosthenis Tampakos) ژیمناست زادهٔ ۱۲ نوامبر ۱۹۷۶ میلادی اهل کشور یونان است.